# التعلم الضمني
التعلم الضمني هو تعلم المعلومات المعقدة من خلال الممارسة غير مخطط لها لما تم تعلمه.وفقاً لفرنستش ورينجير، فأن التعريف الشامل لمفهوم التعلم الضمني لا زال موضع جدل على الرغم من التطورات المهمة التي مرر فيها هذا المصطلح في الستينات.
من الممكن يتطلب التعلم الذاتي مجهود قليل من الانتباه، ومن الممكن أيضاً أن يعتمد على عمليتين مهمتين هما الاستعداد وعمل الذاكرة.
ينتج عن عملية التعلم الضمني المعرفة وتكون بصورمجردة (ولكن ربما فورية) بدلاً من أن تكون بصورحرفية أوكلية، وقد حدد العلماء أوجه تشابه بين التعلم الضمني والذاكرة الضمنية.
هناك أمثلة على التعلم الضمني من الأنشطة اليومية مثلاً كيفية قيادة الدراجة أو كيفية السباحة كدلائل على طبيعة هذا النوع من التعلم.
كما قيل أن التعلم الضمني يختلف عن التعلم الظاهر وهو في غياب عنصر أساسي بعملية التعلم وهو الإدراك عند اكتساب معرفة ما.
تدعم الأدلة الاختلاف الواضح بين نوعين التعلم الضمني والظاهر، فمثلاً يكشف البحث عن ظاهرة فقدان الذاكرة الجزئي أو الكلي عن صحة التعلم الضمني ولكن كشف البحث أيضاً ن ضعف التعلم الظاهر. يوجد اختلاف آخر وهو تشابك المناطق المتعددة بالعقل أثناء مل الذاكرة وعنصر الانتباه يحدث اثناء التعلم الظاهر أكثر من التعلم الضمني.

## المفهوم
لا يزال مفهوم فكرة التعلم الضمني قيد التطور وموضع للجدل، على الرغم من الدراسات المتعددة على هذه الفكرة إلا أنه ليس هناك اتفاق على مفهوم واحد فقط. ناقش بعض العلماء كنتيجة لكثرة الاختلافات في استيعاب هذه الفكرة إلى أنها ليست موجودة.
بعض من التعاريف المختلفة عن مفهوم التعلم الضمني:
-يناقش ريبر بأن التعلم الضمني يتميز بأنه عملية استقراء حيادية الموقف حيث يمكن من خلالها الحصول على معلومات معقدة حول أي بيئة محفزة بدون ادراك الأشخاص إما بعملية الاكتساب أو أصل المعرفة المكتسبة بعد عملية التعلم.
-قال Shanks و St.John claim : "نخصص مصطلح التعلم بلا وعي لعملية التعلم بدون ادراك، مهما يكن نوع المعرفة المكتسبة.
-ناقشَ Stadler وFrensch أن أساس لتعلم الضمني هو عملية التعلم غير مخطط لها من قبل.
تركز تعاريف التعلم الضمني على عملية الاكتساب بحد ذاتها، والمعرفة المكتسبة لدى المتعلم، وأيضاً العملية المستخدمة لاسترجاع ما تم تعلمه.

## التاريخ
بدأت إحدى لاعمال الرائدة في مجال التعلم الضمني مبكراً في عام 1885 وتأثرت بعمل هيرمان إنبجهاوس (طبيب نفسي ألماني) بعمله حول التعلم والذاكرة.
بدأ جورج ميلر دراسته حول القواعد في جامعة هارفيد في عام 1967 وتركز دراسته حول فهم عملية تعلم هذه القواعد.
أثناء التجربة، أعطي المشاركون سلسة محددة من القواعد لحفظها وبعد ذلك طُلب منهم استيعاب سلسلة أخرى لنفس القواعد المسبقة. لم يدرك المشاركون القواعد المحددة في مرحلة الاستذكار. أظهرت التجربة أن لمشاركين قادرين على حفظ السلسلة التي اتبعت القواعد بشكل أفضل من السلاسل الأخرى.صاغَ ميلر مصطلح مفهوم النمط للإشارة إلى لقدرة على تعميم القواعد من خلال ملاحظة واحدة إلى أخرى باستمرار. تناول ميلر هذا الموضوع من زاوية محددة لما هو معروف الاَن بشكل واسع بدراسة لنموذج التعلم الضمني وهو التعلم الاصطناعي للقواعد.
تأثر عمل ميلر بعمل روبير حول التعلم الاصطناعي للقواعد. ابتكر روبير نسخة طبق الأصل من تجربة ميلر في عام 1967م، حيث قام بتعديل على هذه التجربة في عدم إفصاح المشاركون أن لسلسلة التي تم حفظها اتبعت قواعد معقدة وبذلك فأنهم اكتسبوا القدرة على تحديد إذا السلاسل تتبع قواعد مشتركة مع السلسلة الأولى أم لا. اهتم روبير بدراسة إذا الملاحظة المنتظمة أو بمعنى اخرعملية ظاهرة، قد استخدمها المشاركون لاتخاذ قراراتهم اعتمادً على السلسلة التي تتبع قواعد. لكن لم تُدعم هذه تلك التجربة بأي دليل. كان أول افتراض لروبي فيما يتعلق بالتعلم الاصطناعي للقواعد هو ضمني وهو أساس أغلب لأبحاث الحديثة حول تعلم القواعد.
ساعدت أول مساهمات روبير في موضوع التعلم الضمني لجعله مجالاً مستقل لدراسته، على الرغم من أهمية نشر البحوث التي تتحدث عنه إلا أن عدد البحوث التي تتناوله خلال العشرين سنة الماضية قليلة. تم ربط موضوع التعلم الضمني أثناء إجراء الدراسة عليه بنظام العالم الواقعي المسمى " التحكم بنظام التفاعل "حيث يعتبر التعلم الاصطناعي للقواعد وكذلك التعلم المتسلسل أنهم أكثر اتساعاً.كان هناك الكثير من النقاش الذي يدور حول وجود فكرة التعلم الضمني بسبب حقيقة أن لا يمكن التعبير لفظياً عن اكتساب معرفة ما. توصلت بعض الأبحاث إلى متطلبات عملية التعلم الضمني لإثباته.

## نماذج التعلم الضمني
لا بد أن تحرى البحوث التي تتناول موضوع التعلم الضمني النقل الصحيح والدقة من خلال اختيار خصائص محددة. يجب أن كون آلية اختيار المحفزات بشكل عشوائي لإجراء الدراسات بإلإضافة إلى الهياكل الاصطناعية التي من الصعب كسرها وتحكمها القواعد. من صفات هذه المحفزات أن يكون لها بنية أساسية ومن المهم أن لا يكون للمشارك معلومات مسبقة عنها، ولمنع المشاركون بالتجربة من فهم هذه البنية من الضروري أن تكون القاعدة مقعدة وإلا سيتمكن المشاركون من فهم وتفكيك البنية إذا كانت القاعدة سهلة للغاية، وبذلك تفشل التجربة في اختبار فكرة التعلم الضمني. أيضاً لابد أن يكون للمحفزات معنى أوعواطف مرتبطة بعوامل خارجية والتي من الممكن أن تؤث على تعلم المشارك.
تمت دراسة النماذج الثلاثة للتعلم لضمني بعمق وهي تعلم الاصطناعي للقواعد، والتعلم المتسلسل، والتحكم بتفاعل النظام. تتضمن النماذج الأخرى التعلم الاجتماعي، وتعلم الاستجابة المشروطة، واكتساب الخصائص الثابتة، وأخيراً اكتساب اللغة الثانية.
التعلم الاصطناعي للقواعد:
استخدم التعلم الاصطناعي للقواعد في بعض الدراسات المبكرة والتي كانت حول التعلم الضمني من قبل روبير في عام 1969م. كذلك استخدم مجموعة من القواعد الاصطناعية المتنوعة في ذلك الوقت حيث كانت تشمل أنظمة ماركوفيان.
واحدة من أساسيات هذه الأنظمة هي الرياضيات والذي يسّهل فهم القواعد من قبل المهتمين والتي تظهر بطريقة عشوائية.
تتضمن البحوث المتعلقة بالتعلم الضمني للقواعد بشكل عام مرحلتين. يستوعب المشاركون بالمرحلة الأولى السلسلة التي تحتوي على أحرف والتي تتبع القواعد الاصطناعية. يبدأ لمشاركون بالمرحلة الثانية بفصل السلاسل الجديدة فتكون إما تتبع قواعد أم لا. تظهر أحياناً نتائج دراسات التعلم الاصطناعي للقواعد قدرة المشاركين على فصل السلاسل أكثرمن احتمالية تصريحهم بذلك. لكن عندما طلب من المشاركين بالتجربة بتفسير لماذا اختاروا تصنيف بعض السلاسل بطريقة تندرج فأنهم غير قادرين على التعبير لفظياً عن أسبابهم.

التعلم المتسلسل:
يتم اختبار التعلم المتسلسل من خلال المهام المرئية أحيانًا، حيث يتفاعل المشاركون لسلسة من الأحداث لمرئية والتي من الممكن أن تكون مرتبة تسلسلياً يظهر المحفز المرئي في مكان محدد وهو شاشة الحاسوب وطلب من المشاركين الكبس على الزر المطلوب. لا يدرك المشارك بالتجربة بأن ذلك المحفز من الممكن أن تبع نمط معين أو أنه تبع مجموعة من القواعد الانتقالية. أظهرت الدراسات أن يستجيبون المشاركين إلى المحفز المركب بوقتٍ أسرع ن الذين يُعرض عليهم المحفز الغامض ويعجز المشاركون عن تفسير اكتساب عرفتهم.
لقد أكتشف أن الأشخاص قادرين على تعلم الهياكل المتسلسلة التحتية ضمنياً من خلال استخدام التعلم المتسلسل، وتعتبر اللغة مثالًا على التعلم المتسلسل اليومي. على الرغم من عدم قدرة الأشخاص على لإفصاح كيف اكتسبوا معرفة كمعرفة القواعد، وكما أظهرت الدراسات أن الاشخاص بشكل عام لديهم معرفة في عدد من العوامل المتضمنه بالتعلم المتسلسل. عند قراءة الجمل التي تتبع تركيب نحوي وتستخدم سياق مناسبب ستقرأ أسرع من الجمل الأخرى. كما تم محاكاة عمليات التعلم الضمنية في تعلم بنية اللغة باستخدام نماذج الاتصال.
التحكم بنظام التفاعل:
تتطلب تجربة التحكم بنظام التفاعل على المشاركين محاولة في تغيير مستوى متغيرات النتائج من خلال التحكم على مستوى متغيرات الدخل. لدى المشاركين معرفة بمتغيرات النتائج طوال التجربة وأيضاً لديهم صلاحية تغيير المتغيرات المدخلة فقاً لذلك. في هذه التجارب عادة ما يكون لدى المشاركون القدرة على التحكم بالنظام وغير قادرين على الإفصاح لفظياً عن القواعد التي اتبعوها لفعل ذلك.
على سبيل المثال، مهمة إنتاج السكر التي أجريت من قِبل بيري وبرودبينت في عام 1984، حيث سئل المشاركون لتولي دور مدير في مصنع السكر. في مثل هذه التجربة، كان على المشاركين إنتاج مجموع ثابت من السكر. كان من المتوقع أن يتلاعب المشاركون بعدد عمال المصنع اللذين يمثلون المدخلات، لتحقيق مستوى السكر المطلوب.
أجريت تجربة أخرى من قبل بيري وبرودبينت وهي تفاعل الشخص وتشمل هذه التجربة وجود المشارك وشخص آخر فعلي. يجلس المشارك أمام الحاسوب للتواصل من خلال استخدام مستوى ثابت من التقارب. مهمة المشارك في هذه التجربة هي التفاعل مع الحاسوب وتغيير مستوى التقارب للحد الذي يصل إلى (ودود جداً) ويطلب من المشاركين للحفاظ على هذا المستوى.
التعلم الاحتمالي:
طورت تجربة التعلم الاحتمالي الأصلية من قبل لويد هيمفرينز في عام 1939 م. في تجربة هيمفرينز والتي كانت عبارة عن إشارة وشخص مشارك بالتجربة، أولاً ومضت الإشارة وطلب من المشارك بعد ذلك أن يتنبأ إذا سيحدث تعزيز لحدث معين أم لا ويتم تسجيل النتيجة. ادعى هيمفرينز أن هذه التجربة هي مطابقة لتجربة المشروطة، كما شعر أن التجربة المسموح بها بالتعزيز يمكن دراستها كنتيجة لتعزيز تنبوءات الاشخاص.
أخذ في وقت لاحق وليام إيستس وزملاءه تجربة هيمفرينز وأجروا بعض التغيرات المهمة. رأى إيستس أن زراً واحداً لا يكفي لاختبار التعلم ويجب استخدام أزرار متعددة (أحياناً اثنان) بدلاً من ذلك مطابقة لنتائج عديدة التي يجب على المشارك التنبؤ بها. أظهرت النتائج أن استجابة الافراد جاءت لتناسب احتمالية النتائج.يظهر التعلم الاحتمالي أن التعلم الضمني لهيكل عشوائي.

تكييف النماذج لتغيير الصور النمطية:
من أكثر الأسباب التي ساهمت في تطوير الصور النمطية هو التعلم الضمني، كما يمكن تكييفه لتغيرها. يمكن تعديل نماذج التعلم الضمني لتغيير الصور النمطية التي بالأشخاص ضد الآخرين أو ضد أنفسهم وبالتالي يقلل من الاكتئاب المرتبط بالتحيز.

## مميزات الأنظمة الضمنية
في القائمة الآتية أكثر المميزات شيوعاً الموجودة في النظام الضمني:
1- الصلابة : لابد أن تكون العمليات اللاواعية قوية عند الوصول إلى الاضطرابات التي تأتي بسبب حقيقة أن هذه العلميات تطورت في وقت لاحق على خط التطور بالنسبة للعمليات الواعية.
2-استقلال العمر : لا يتأثر التعلم الضمني بالعمر نسبياً ويتطور مقارنةً بالتعلم الظاهر.
3- التباين المنخفض : مقارنةً بالتعلم الظاهر يوجد اختلاف بسيط بالقدرة على اكتساب عرفة ما من شخص لآخر.
4- استقلال الذكاء : على عكس التعلم الظاهر يجب أن يكون لدرجات الذكاء علاقة بسيطة بالتعلم الضمني.
5- القواسم المشتركة : يجب أن يظهر التعلم الضمني القواسم المشتركة بين الأنواع المختلفة.
صُنفت بعض المميزات الأخرى للنظام الضمني وفقاً لمعرفته، وعروضه، وآلياته، وعملياته.

## مقاييس الإدراك
تستخدم تجربة التعلم الضمني نموذج منفصل للإشارة إلى المعرفة غير المخطط لها التي أكتسب بلا ادراك ن قبل المشارك. تتضمن بعض مقاييس الإدراك التقارير الشفهية واختبارات الاختيار الإجباري والاختبارات الشخصية.
التقارير الشفهية:
تظهر أغلب التجارب في التعلم الضمني أن المشاركين قد اكتسبوا معلومات ذات صلة، ولكن ير قادرين على الإفصاح لفظياً أنهم قد اكتسبوها. طُلب من المشاركين في إحدى دراسات روبير بكتابة تقرير الذي من الممكن أن يساعد المشاركين الجدد من خلال التصنيف المهم في تجربة التعلم الاصطناعي للقواعد.سيصبح المشاركون الجدد قادرين على الأداء في الفرصة المناسبة من خلال استخدام تلك التقارير التي كتبها المشاركون السابقون. ولكن لم يكن عرضهم في مستوى تقدم عرض المشاركين في التجربة، وهذا يشير إلى أنها لم تدمج جميع المعرفة المكتسبة الأصلية للمشاركين.
تم انتقاد هذا المقياس لافتقاده القدرة على تصوير جميع المعرفة المكتسبة، وذلك لأنه يستخدم ذات المعرفة التي عرضها المشاركون لأجل اختبار التعلم الضمني.
اختبارات الاختيار الإجباري:
تتطلب اختبارات لاختيار الإجباري أن يتخذ المشاركون مبنياً على المعرفة. سُئل المشاركون في نموذج التعلم الاصطناعي للقواعد إذا قد تعرفوا على مجموعة محددة من سلاسل الأحرف. كما طلب منهم أيضاً في دراسة ناقشها ديلني وزملاءه لتصنيف الأحرف التي بدورها ستكمل السلسلة بطريقة نحوية صحيحة. تظهر هذه الدراسة أن الأحرف التي اختارها المشاركون لها علاقة بأدائهم. يشير الارتباط القوي أن المشاركين كانوا مدركين على الأقل بعض من المعرفة التي اكتسبوها.
لقد استخدم هذا الاختبار من بين الاختبارات الأخرى كمثال على جدال النقاد أن لا يوجد هناك اثبات على وجود المعرفة الضمنية. لدى النقاد الآخرين جدلاً على عكس ذلك، لا يمكن استخدام هذا الاختبار لقبول مفهوم التعلم الضمني تماماً، وأن هذا الاختبار يفترض أن المشاركين حساسين بشكل واعي لمعرفة المشترك ذات الصلة.
الاختبارات الذاتية:
يحدث التعلم الضمني في الاختبارات الذاتية عندما يظهر المشاركون أداء في الفرصة المناسبة وبلا معرفة بالأحكام.فالأشخاص الذين يفترضون أن ليس لديهم معرفة بالأحكام بشكل عام متقنعون أن  الأحكام هي مجرد تخمينات وسوف يكون لديه معدل الدقة الذي له ارتباطاً بأنواع الثقة التي منحوها هؤلاء الأشخاص لكل حكم من أحكامهم. كما أظهر المشاركون في التعلم الاصطناعي للقواعد والتعلم المتسلسل مستوى أعلى من أدائهم  بالفرصة المناسبة. لقد اقتنع هؤلاء المشاركين أنهم فقط كانوا يفترضون وأن لا يوجد لديهم معرفة حقيقية بالموضوع. أظهرت النتائج عادة ما المشاركين قد اكتسبوا بالواقع معرفة ضمنية طوال التجربة.

## القضايا المنهجية
كان مجال التعلم الضمني موضعاً للجدل وذلك بسبب منهجيته. جزء كبير من النقاش في قضية المنهج يتمثل في قياس التعلم الضمني. تقاس تجربة التعلم الضمني حالياً من خلال استرجاع المعرفة الضمنية، بسبب أن المقاييس تختبر بدقة العملية المباشرة في التعلم الضمني والتي لم تتطور. لابد من التفرقة بين كلاً من قياس العمليات الواعية واللاواعية وذلك لأجل تقييمات صحيحة.
من الضرورة استخدام قياس صافٍ ودقيق في تجارب التعلم الضمني. كما يجب أن تكون الأداة المستخدمة قادرة على تصفية جميع ما تم تعلمه فقط، وأيضاً ادرة على جمع وعرض جميع ما تم تعلمه أثناء لك التجربة. هذه العوامل مهمة جداً في تجارب التعلم الضمني حيث تؤدي إلى نسب أعلى قليلاً من الدلالة الإحصائية، وهذا نتيجة أنى الاختبار يكون على شكل إجابات نعم أم لا والذي يعطي 50 بالمئة احتمالية لإمكانية الإحصاء. يسجل الأشخاص بشكل منتظم من 55 إلى 70 بالمئة أن المقاييس التي تكون قادرة على جمع كل ما تم تعلمه فقط لعملية التجريبية ستنتج نتائج أكثر دقة.
يتطلب أداء لقياس اختيار الوقت المناسب وإلا ما يفترض أنه قياس لتعلم الضمني ممكن أن يكون مقياس لتعلم الظاهر. على الرغم من أن الدراسة تركز على التعلم الضمني فإذا أخذ القياس وقت طويل بعد وصول التجربة لهدفها فمن الممكن المجادلة بأن التعلم بالتجربة كان ظاهر، ولكن لمعرفة الظاهرة ستزول للحظة. لا يوجد أي واعد للمساعدة في اختيار الوقت المناسب لإجراء الاختبار.
لدى عاملان السرعة ومدة الاختبارات أهمية في قياس التعلم الضمني، فعندما تكون المدة قصيرة سيصبح اختبار التعلم الضمني على عكس التعلم الظاهر. لهذا السبب يتطلب التعلم الظاهر وقت كافٍ لجمع وبناء إشارات بعد عملية التعلم، ولكن لا يعني ضغط عامل الوقت أن ليس بالضرورة تكون المعرفة الضمنية سيتم اختبارها بشكلٍ واضح.

## الفرق بين التعلم الضمني والتعلم الظاهر
نوع الانتقال:
تنتقل المعرفة المكتسبة في التعلم الضمني بشكل ضعيف. تظهر الدراسات أن المعرفة المكتسبة خلال التعلم الضمني هي فقط في حدود الانتقال لمهام ذات التركيب المشابه، وأظهرت في الوقت ذاته بعض البحوث أن المشاركين كانوا قادرين على استخدام التعلم الضمني كوسيلة لإكمال تلك المهام. كما تتميز المعرفة الضمنية أن لا يمكن الوصول إليها.
التعلم غير المخطط:
يحدث التعلم الضمني من خلال الاكتساب السلبي والعرضي والتلقائي للمعرفة. لا يتطلب التعلم هنا أي جهد للوعي لاستيعاب التعلم المكتسب، على عكس التعلم الظاهر يتطلب هذا النوع من التعلم الملاحظة الواعية والفهم والاستذكار للمحتوى. كشفت بعض الدراسات أن التعلم السلبي يتأثر بالأشخاص الذين يتعلمون بشكل ظاهر من خلال هيكل التشريح لعمليات التعلم المختلفة.
الصلابة:
ناقشَ بعض الدكاترة النفسين أن التعلم الضمني أكثراستقرارًا من التعلم الظاهر وهذا بسبب تطور العقل اللاواعي مبكرًا أكثر من العقل الواعي في مرحلة التطور. إلى جانب ذلك، تكشف بعض الدراسات صلابة التعلم الضمني من خلال دليل العوامل الأخرى والتي هي خاصة بكل فرد، على سبيل المثال (مقياس الذكاء) وأيضاً لمهام المتعددة هي أقل أثيراً بالتعلم الضمني من التعلم الظاهر. يقول روبير يجب أن يكون التعلم الضمني في جميع الاحتمالات أكثر مرونة عندما يتعلق الأمر بالتطبيق.

## دراسة ظاهرة فقدان الذاكرة

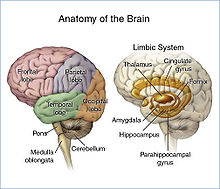
العقل البشري. لاحظ موقع الحُصين، التلفيف الحصيني، واللوزة الدماغية.

توجد العديد من الدراسات الحديثة التي تختبر دقة العمليات الضمنية فيما يتعلق بالاضطرابات العقلية والحالات غير طبيعية. تركز الكثير من هذه لدراسات على مرضى ظاهرة فقدان الذاكرة وهذا بسبب أن لاضطرابات تتعلق بشكل أساسي بالوعي والقدرة للتعرف على المحفز المألوف من خلال عملية استرجاع الأشياء التي تم تعلمها مسبقاً. أظهرت ما توصلت إليه الأبحاث أن المهام التي تعتمد على العملية الواعية أن المعرفة المباشرة أثبتت أنها ذات صعوبة على مرضى هذه الظاهرة، إلى جانب ذلك المهام التي تتطلب فقط وظيفة العمليات الضمنية أجريت بأقل عوائق.

دراسة حالة هنري جوستاف مولاسون:
كان يُعرف هنري جوستاف مولاسون كمريض كان مصاب بحالة فقدان الذاكرة بعد جراحة الحصينه (وهو مكون رئيسي لأدمغة البشر) والتليف الحصيني واللوزة الدماغية من أجل تخفيف أعراض الصرع. بسبب جراحته، طور مولاسون فقدان الذاكرة الذي مما جعله ينسى الأحداث التي حدثت مؤخرًا وصل فقدان الذاكرة لديه حتى أنه واجه صعوبات شديدة في تذكر الأحداث التي حدثت قبل نصف ساعة في حياته. على الرغم من أن موليسون لم يكن قادرًا على التعلم بوعي، إلا أنه كان لا يزال يتمتع بقدرات طبيعية تقريبًا عندما يتعلق الأمر بمهاراته الحسية الحركية، مما يشير إلى أنه ربما احتفظ ببعض بقايا تجاربه اللاواعية (الضمنية) السابقة.